# 红柳河站
41°32′03″N 94°43′42″E / 41.534234°N 94.728284°E
红柳河站位于甘肃省敦煌市，建于1958年，是兰新铁路和红淖三铁路的一个车站。距离兰州站1153公里，距上行车站照东站27公里，距下行车站天湖站23公里。该站隶属乌鲁木齐铁路局。

## 业务范围
- 客运：办理旅客乘降；行李、包裹托运；
- 货运：办理整车货物发到